# ながの村

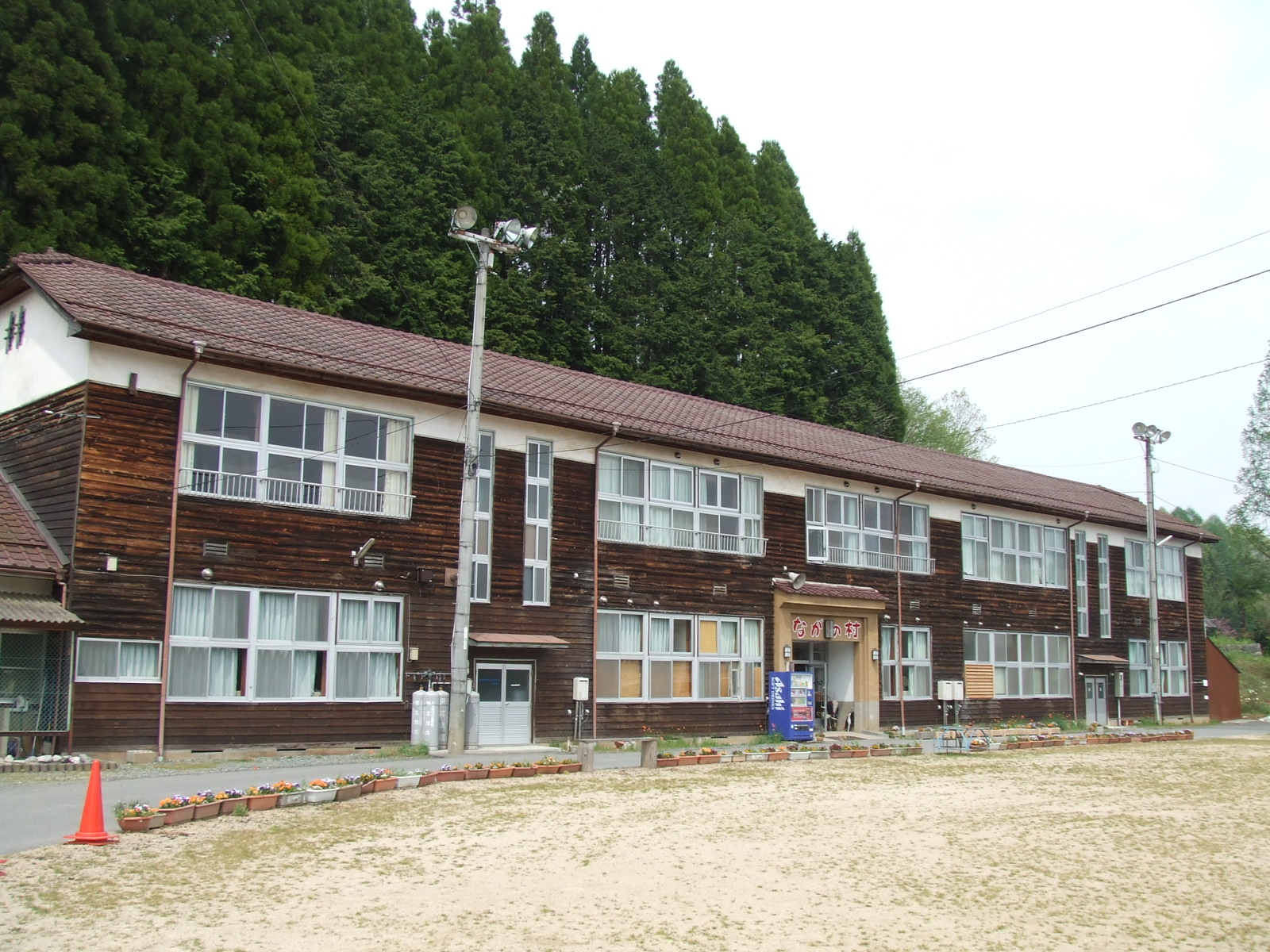
ながの村

ながの村（ながのむら）とは、広島県神石郡神石高原町永野において地域づくり活動の一環として運営されている地域自治・住民自治の組織。
集落機能の低下に危機感を抱いた地元有志が地域の活性化と集落機能の維持を目的に、まちおこしグループ「永野を考える会」を結成した。神石地区の中心部と集落とを結ぶ県道の拡幅整備を県に要望したが、通行台数が見込めないことから望み薄との状況であった。そこで、永野を訪れる人を増やそうと、資源発掘に着手。永野地内にある断崖絶壁の渓谷「下帝釈峡」に存在すると伝承された鍾乳洞を探索した。この『幻の鍾乳洞』の発掘調査から始まった会の活動は、その後、渓谷コンサート、フォトコンテスト、手作り山荘の建設など、地域資源を活用した都市との交流事業として継続している。断崖は西日本各地からロッククライミングに訪れる人が絶えない。
「考える会」のリーダーの宮野は後に旧・神石町の町長に就任した。
廃校になった永野小学校を、地区の自治活動の拠点として、また都市住民との交流拠点として位置づけている。木造校舎は、国の補助を受け、改修を施し、簡易宿泊機能などを整備したうえ、「ふれあいセンターながの村」として自主運営している。2000年（平成12年）には「村長」を全国公募して、町外から経験豊かな人材を招き、「永野村運営委員会」を設立し、村長は1年6ヶ月の在任後、退任、2003年（平成15年）10月からは地域住民による主体的な活動を展開中である。